# Kanur, Virajpet
Kanur là một làng thuộc tehsil Virajpet, huyện Kodagu, bang Karnataka, Ấn Độ.